# Ptochophyle sogai
Ptochophyle sogai är en fjärilsart som beskrevs av Pierre E.L. Viette 1970. Ptochophyle sogai ingår i släktet Ptochophyle och familjen mätare. Inga underarter finns listade.